# سيغريد ألجيريا
سيغريد ألجيريا كونرادس (بالإسبانية: Sirgid Alegrie Conrads)‏ ولدت في 18 حزيران/يونيو من عام 1974، هي ممثلة تلفزيونية تشيلية.
بدأت ألجيريا التمثيل لأول مرة في قناة تي في من خلال مشاركتها في مسلسل Borrón y cuenta nueva، ثم في عام 1998 لعبت دور «دوريس موران» الراهبة الدينية التي كان يشغل تفكيرها وحياتها هو العثور على حبيب جديد.
في عام 2004 غادرت القناة 13 التي كانت تعمل فيها في وقت سابق وذلك قصد المشاركة في مسلسل «الهيبيز» وكذلك مسلسل Tentación، وقد صرحت في وقت لاحق أنها لم تكن سعيدة عندما وقعت العقد مع القناة 13، وقالت أنها قررت العودة إلى ى قناة تي في.
منذ عام 2007، شاركت في العديد من المسلسلات مثل Alguien Te Mira, EL Senor de la querencia ، ¿Dónde está Elisa ؟ .

## قائمة أعمالها

### الأفلام
| العام | العنوان          | الدور           | ملاحظات أخرى |
| ----- | ---------------- | --------------- | ------------ |
| 2003  | الجنس مع الحب    | لويزا           |              |
| 2004  | Mujeres Infieles | كريستينا موخيكا |              |
| 2005  | Paréntesis       | بولا            |              |

### في التلفزيون
| العام   | العنوان                      | الدور              | ملاحظات أخرى                           |
| ------- | ---------------------------- | ------------------ | -------------------------------------- |
| 1997    | Historias de Sussy           | بيرتا              | مسلسل تلفزيوني                         |
| 1998    | Borrón y Cuenta nueva        | دوريس موران        | مسلسل                                  |
| 1999    | Aquelarre                    | إميليا باتينو      | مسلسل                                  |
| 2000    | Santoladrón                  | ماكارينا           | مسلسل                                  |
| 2001    | أموريس دي ميركادو            | شاكيرا             | مسلسل                                  |
| 2002    | Purasangre                   | بريندا فالنزويلا   | مسلسل                                  |
| 2003    | Pecadores                    | ربيكا فلوريس       | مسلسل                                  |
| 2003    | Cuentos de Mujeres           | الطفلة             | مسلسل تلفزيوني (شاركت في الحلقة 1 فقط) |
| 2004    | الهبي                        | زيمينا ساليناس     | مسلسل                                  |
| 2004    | Tentación                    | بارباره أوروتيا    | مسلسل                                  |
| 2004    | bienvenida Realidad          | كارلا              | مسلسل تلفزيوني                         |
| 2005    | los Treinta                  | ليتيسيا ليرا       | مسلسل                                  |
| 2005    | مقابل                        | سيندي لوبيز        | مسلسل                                  |
| 2005-06 | Tiempo final: En Tiempo Real | دانييلا / غابرييلا | مسلسل تلفزيوني (شاركت في حلقتين فقط)   |
| 2007    | Alguien Te mira              | بيداد إستيفيز      | مسلسل                                  |
| 2008    | El Senior de La Querencia    | ليونور             | مسلسل                                  |
| 2008    | Cárcel de Mujeres 2          | يوسنافي            | مسلسل تلفزيوني                         |
| 2009    | ¿Dónde Está Elisa ؟          | فرانسيسكا كوريا    | مسلسل                                  |
| 2011    | El Laberinto de Elisa        | أليسيا موليناري    | مسلسل                                  |

## روابط خارجية
- سيغريد ألجيريا على موقع IMDb (الإنجليزية)
- سيغريد ألجيريا على موقع أول موفي (الإنجليزية)
- سيغريد ألجيريا على موقع قاعدة بيانات الفيلم (الإنجليزية)